# Desmercieres Kog
Desmercieres Kog (dansk) eller Desmerciereskoog (tysk) er en cirka 360 hektar stor kog i bugten ved Bredsted i det vestlige Sydslesvig. Kogen blev inddiget i 1767 under ledelse af den dansk-franske finansmand Jean Henri Desmercières. Den tyndt beboede kog er beliggende syd for Sofie Magdalene Kog i kommunen Reussenkog og består udelukkende af marskland, hvor landbruget fortsat spiller en afgørende rolle. Dertil kommer flere nyere vindkraftanlæg.
Den cirka 2,2 kilometer lange afslutningsdige mellem Sofie Magdalene Kog og Hatsted Kog øst for Cecilie Kog var i 1700-tallet det første dige med lav profil mod søsiden, hvilket har en stærk bølgebrydende virkning. 

## Eksterne hensvisninger
- Wikimedia Commons har flere filer relateret til Desmercieres Kog

54°34′40″N 8°57′11″Ø / 54.5778°N 8.9531°Ø